# 三原渡
三原 渡（みはら わたる、1952年8月25日 - ）は、NHKの元アナウンサー。

## 来歴・人物
長野県出身。長野県松本深志高等学校、慶應義塾大学卒業後、1977年入局。初任地は山形放送局。
入局後は主にスポーツ番組を担当した。
オリンピック中継は夏冬合わせて6回、ジャパンコンソーシアムのメンバーとして参加。1994年リレハンメルオリンピックではノルディック複合団体戦で日本が金メダルを獲得した一戦の実況を担当した。
福岡放送局アナウンス専任部長、大津放送局長などを経て、現在はNHK文化センター常務取締役。

## 過去の担当番組
- FMリクエストアワー（山形局）
- 各種スポーツ実況（野球、ラグビー、バスケットボールなど）
- スポーツタイム（1989年4月 - 1990年3月） - アシスタント
- NHKプロ野球